# Shidachi
Shidachi (en japonés: 受太刀) significa "haciendo/recibiendo la espada" y es uno de los dos roles en las katas de budō y bujutsu, siendo el otro uchidachi (en japonés: 打太刀). En el kendo moderno, normalmente se escribe como Shidachi (en japonés: 仕太刀).
Shidachi asume el papel de un aprendiz o discípulo ansioso por adquirir nuevas habilidades y conocimientos. Su objetivo principal es aprender y desarrollarse a través de las técnicas presentadas por uchidachi. Este rol es guiado por uchidachi, quien desempeña el papel de un oponente más experimentado y proporciona ataques reales. La presencia de uchidachi es fundamental para que shidachi aprenda aspectos cruciales como el desplazamiento corporal correcto, la distancia de combate adecuada, el espíritu apropiado y la percepción de oportunidades. Shidachi debe absorber y asimilar estas enseñanzas de manera receptiva y diligente.
Sin embargo, es importante señalar que algunos estudiantes pueden perder de vista el propósito fundamental de shidachi. En lugar de concentrarse en aprender y desarrollarse, pueden verse tentados a competir con uchidachi y poner a prueba sus propias habilidades. Esta actitud competitiva puede ser contraproducente, ya que desvía el enfoque de la relación esencial entre uchidachi y shidachi.
Durante la ejecución de las katas, es esencial que shidachi siga los movimientos de uchidachi de manera precisa y sincronizada. Debe moverse como una sombra de uchidachi, sin adelantarse ni quedarse rezagado. Esta armonía en los movimientos permite que shidachi internalice las técnicas de manera efectiva y desarrolle una comprensión profunda de los principios subyacentes.
Shidachi desempeña un papel fundamental como el receptor de la enseñanza y busca adquirir habilidades valiosas a través de la práctica con uchidachi. La relación entre estos roles es de maestro y discípulo, donde shidachi debe demostrar una actitud receptiva y enfocada en el aprendizaje. Al seguir los movimientos de uchidachi de manera precisa, shidachi tiene la oportunidad de crecer y desarrollarse tanto técnica como espiritualmente. 